# Calendulauda africanoides
Calendulauda africanoides е вид птица от семейство Чучулигови (Alaudidae).

## Разпространение
Видът е разпространен в Ангола, Ботсвана, Замбия, Зимбабве, Мозамбик, Намибия и Южна Африка.